# Marien-Glockenblume
Die Marien-Glockenblume (Campanula medium) ist eine Pflanzenart aus der Gattung der Glockenblumen (Campanula) innerhalb der Familie Glockenblumengewächse (Campanulaceae).

## Beschreibung

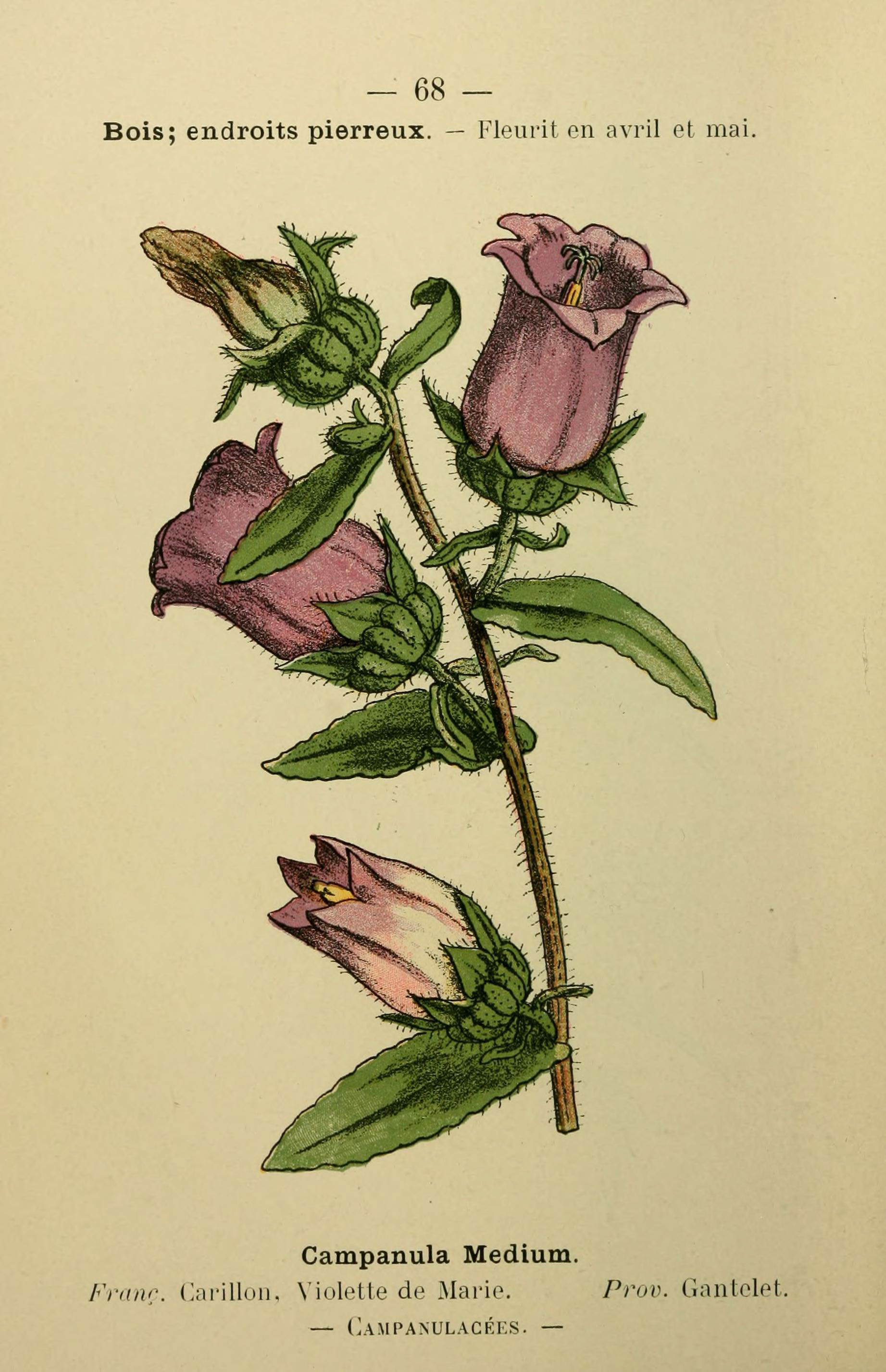
Illustration

Blütendiagramm – 3 Deckblatt, 4 Tragblatt

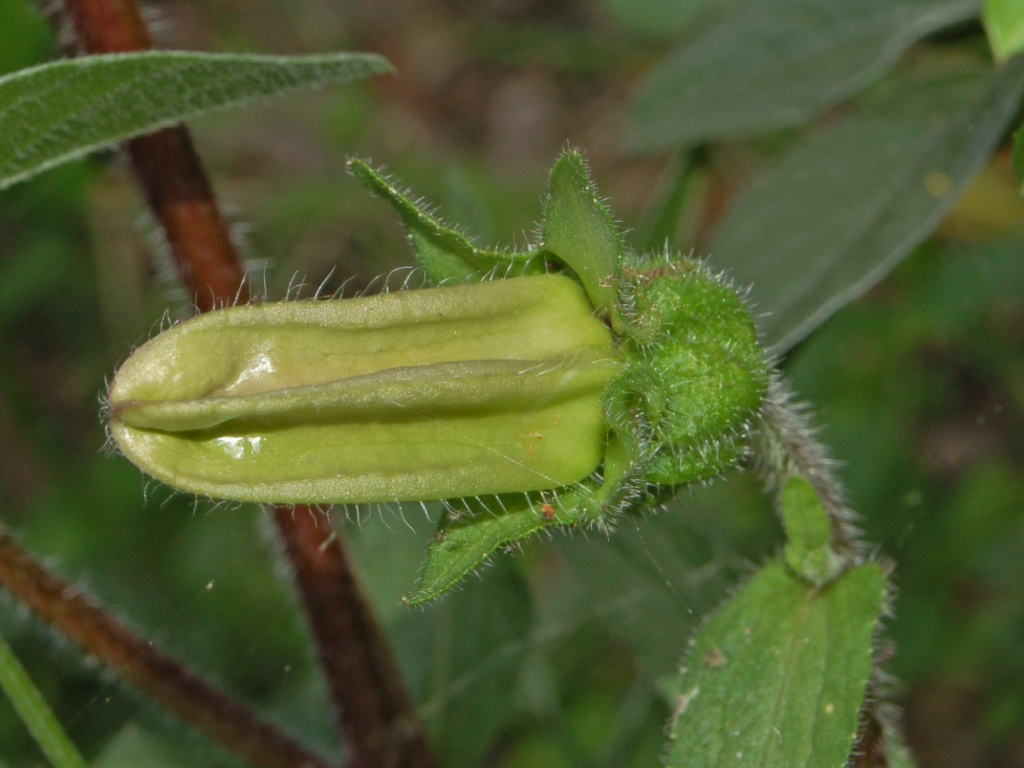
Blütenknospe, gut zu erkennen sind die Kelchblätter

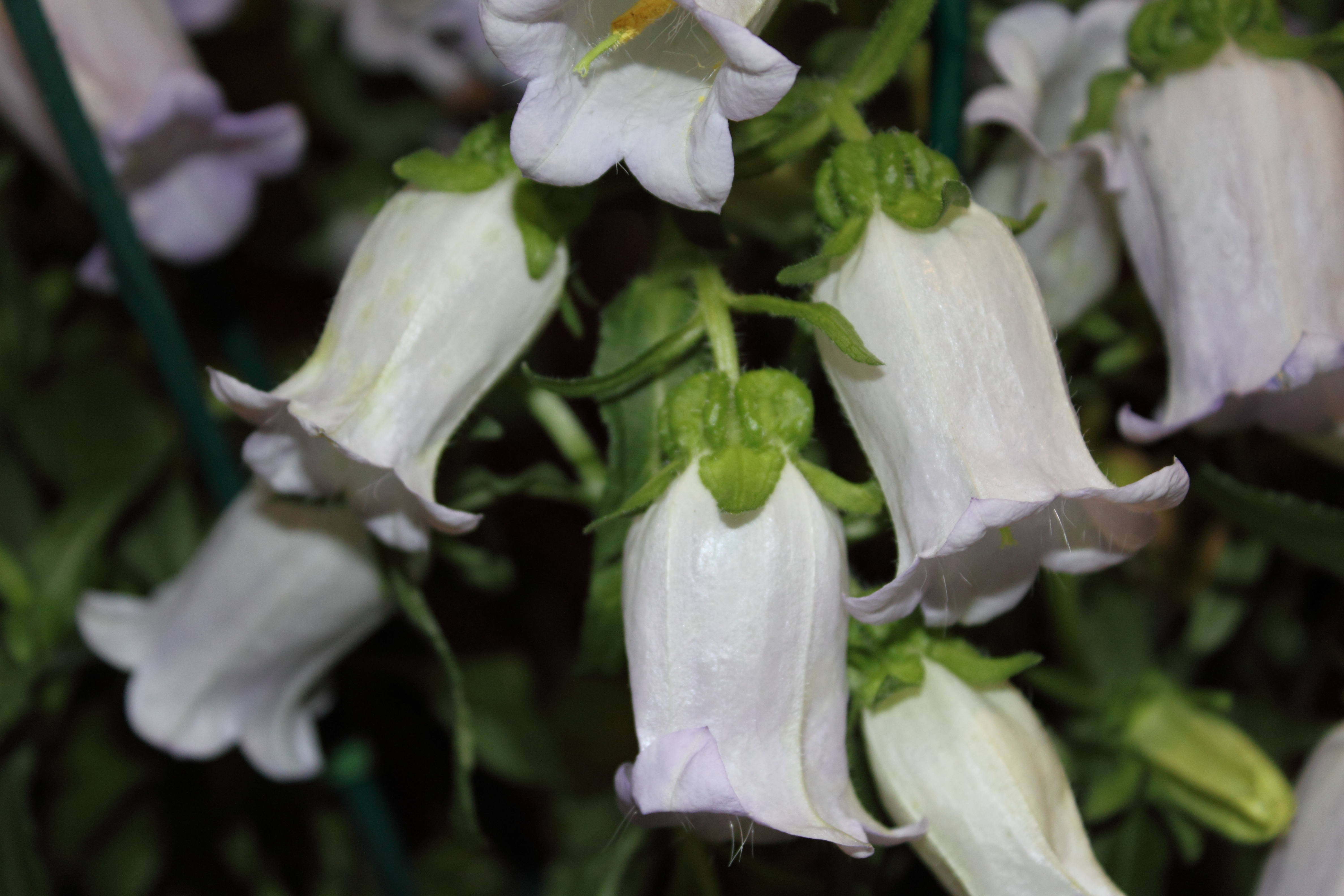
Blüten der Sorte ‘Champion Lavender’

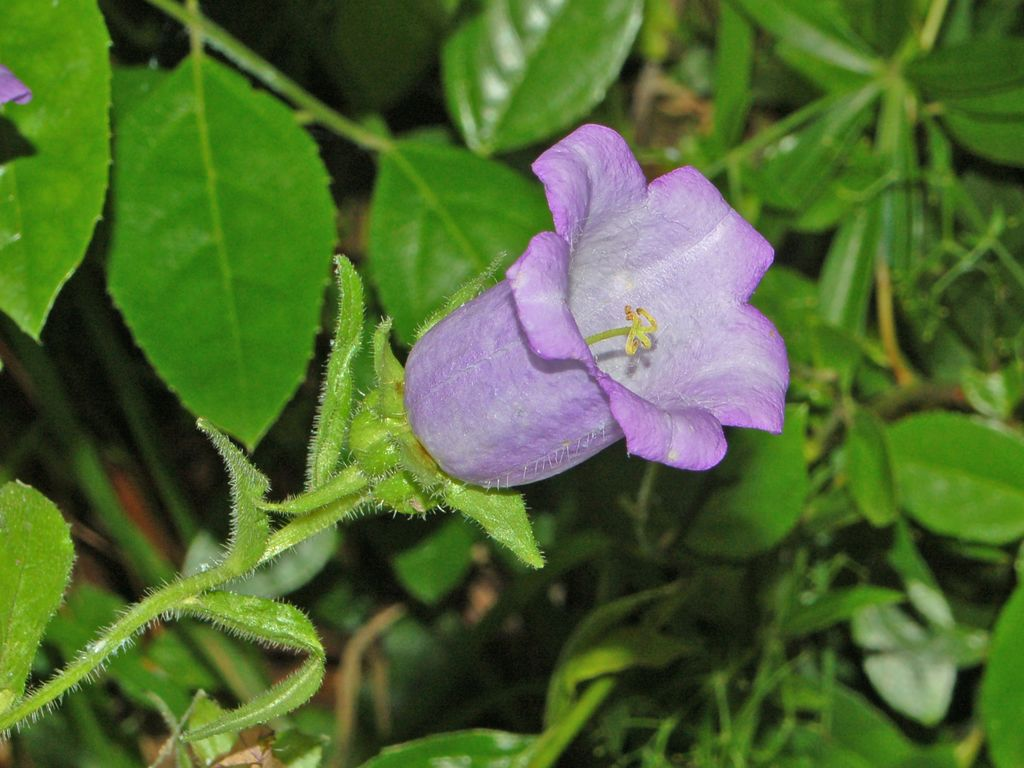
Fünfzählige Blüte

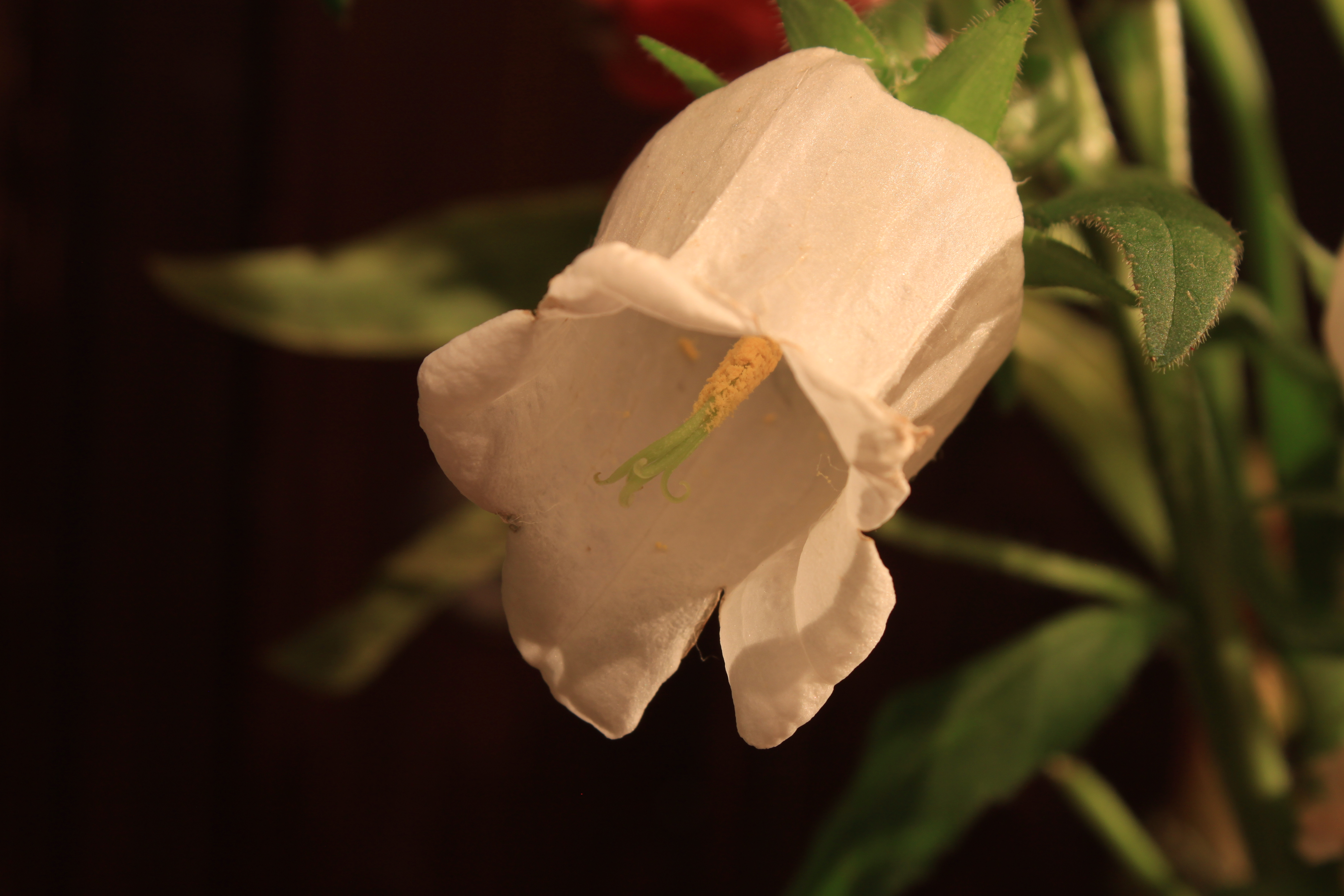
Nahaufnahme der Blüte einer weißblühenden Campanula medium

### Vegetative Merkmale
Es handelt sich um eine zweijährige krautige Pflanze, die im ersten Jahr Blattrosetten bildet und dann im zweiten Stängel und Blüten. Sie erreicht Wuchshöhen von etwa 60 bis 80 Zentimetern. Die Grundblätter sind bei einer Länge von 12 bis 15 Zentimetern lanzettlich bis elliptisch mit gezähntem Blattrand.

### Generative Merkmale
Die Blütezeit reicht von Mai bis Juli. Die Blüten stehen in einem lockeren traubigen Blütenstand zusammen. Die kurz gestielte, große, zwittrige Blüte ist 2,5 bis 4 Zentimeter groß und fünfzählig. Die fünf Kelchblätter sind nur an ihrer Basis verwachsen. Die fünf Kronblätter sind glockenförmig verwachsen; ihre Farben sind je nach Sorte verschiedene Blautöne, seltener weiß oder rosa. Die Kronzipfel sind umgebogen. Es ist nur ein Kreis mit fünf fertilen Staubblättern vorhanden. Der Griffel hat meist fünf Narben.
Es wird eine Kapselfrucht gebildet.
Die Chromosomenzahl beträgt 2n = 34.

## Vorkommen
Die Marien-Glockenblume stammt aus dem südöstlichen Frankreich und dem nördlichen sowie mittleren Italien (in den Regionen Piemont, Lombardei, Ligurien, Emilia-Romagna, Toskana, Marken, Kampanien). Von Spanien und Großbritannien bis zum südlichen Russland und bis Griechenland; in Nordamerika, Mexiko und in Neuseeland ist sie ein Neophyt.
Die Marien-Glockenblume gedeiht am besten auf frischen, lockeren, nährstoffreichen Böden ohne Staunässe.

## Taxonomie
Die Marien-Glockenblume wurde 1753 von Carl von Linné in Species Plantarum Band 1 Seite 167 als Campanula medium erstbeschrieben. Das Epitheton "Medium" ist der Name eines Krauts in der Antike.

## Trivialnamen
Für die Marien-Glockenblume (lateinisch früher auch Viola mariana und Medium genannt) bestehen bzw. bestanden, zum Teil auch nur regional, auch die weiteren deutschsprachigen Trivialnamen: Marienglöcklein (Schlesien), Marienglocken, Marienveilchen, Marietten und Tschokoladibechercher (Siebenbürgen).

## Nutzung
Die Sorten der Marien-Glockenblume werden in den gemäßigten Gebieten in Gärten als Zierpflanzen verwendet. Seit dem 16. Jahrhundert gehört sie zum deutschen Bauerngarten.